# Karpaty Austriacko-Morawskie
Karpaty Austriacko-Morawskie (513.1; niem. Österreichisch-Südmährische Karpaten, cz. Jihomoravské Karpaty) – makroregion w Zewnętrznych Karpatach Zachodnich. Leży na terytorium Austrii (kraj związkowy Dolna Austria) i Czech (Morawy).
Łańcuch Karpat Austriacko-Morawskich stanowi skrajny południowo-zachodni makroregion Karpat. Jest izolowany od innych pasm górskich łańcucha karpackiego – ze wszystkich stron otaczają go obniżenia Podkarpacia Zachodniego. Od najbliższego pasma Karpat Środkowomorawskich, stanowiących jego przedłużenie na północy, dzieli go Brama Westonicka – odcinek doliny Dyi.
Na Karpaty Austriacko-Morawskie składają się pasma gór niskich rozczłonkowane uskokami i izolowane od siebie obszarami równinnymi. W skład Karpat Austriacko-Morawskich wchodzą (z północy na południe):
- Wzgórza Mikulowskie (Mikulovská vrchovina)
  - Wzgórza Pawłowskie (Pavlovské vrchy) – Děvín – 549 m n.p.m.
  - Pogórze Milowickie (Milovická pahorkatina) – Stará hora – 351 m n.p.m.
- Dolnoaustriackie Góry Wyspowe (Niederösterreichische Inselbergschwelle)
  - Falkensteiner Berge (Galgenberg – 425 m n.p.m.)
  - Staatzer Klippe (332 m n.p.m.)
  - Leiser Berge (Buschberg – 491 m n.p.m.)
  - Rohrwald (Michelberg – 409 m n.p.m.)

Karpaty Austriacko-Morawskie stanowią pasma łagodnych wzniesień o wysokości względnej 100–200 m. Stanowią strefę przejściową, łączącą alpejski Las Wiedeński z głównym masywem Karpat. Są zbudowane z fliszowych iłowców i piaskowców, lessów i osadów neogenicznych z wypreparowanymi ostańcami z wapienia jurajskiego.
Geografowie austriaccy nie wydzielają w granicach Austrii odrębnych pasm Karpat i zaliczają Karpaty Austriacko-Morawskie do tzw. przedpola karpackiego (Karpatenvorland).